# ブロードウェイケアース
ブロードウェイ・ケアース・イクィティー・ファイツ・エイズ（Broadway Cares/Equity Fights AIDS、BC/EFA）は、アメリカ合衆国のチャリティー団体・基金。HIV / AIDS 患者の救済、その研究支援を主な目的とし、ブロードウェイのシアターコミュニティーが全員参加で活動しているのが大きな特徴である。

## 成立の背景
1980年代中頃、ブロードウェイはエイズによって貴重な人材を次々に失い、深刻な打撃を受けていた。
アメリカには国が運営する健康保険制度がない。個人は雇用者が契約している保険会社の医療保険に加入するか、さもなければ自前で高額の医療保険を購入するか、そのどちらかである。ウェイターなどをして細々と生活を支えながらブロードウェイの狭き門をくぐろう精進していた若い舞台俳優にとって、医療保険などは高嶺の花だった。したがっていざ病気になると満足な対処治療も受けられない。さらに当時はエイズがまだ「同性愛者特有の病気」という偏見が根強く、キリスト教は同性愛を罪とすることから、アメリカにおける慈善活動の中核をなす救世軍などのキリスト教系チャリティー団体は、エイズ患者に手を差し伸べようとはしなかった。
ブロードウェイの次世代を担うはずだった若く才能ある俳優たちが、こうしてどんどん姿を消していた。 事態は深刻を極め、このままでは伝統芸を伝えることができなくなってしまうのではないかという危機に直面していたのである。 
これはなんとかしなければならないという危機感と、なにか自分たちでできることはないかという責任感から、そこに立ち上がったのは他でもない、ブロードウェイで成功を収めていた先人たちだった。『ラカージュオフォール』を書いたハーヴィー・ファイアスタインや、『コーラスライン』や『ドリームガールズ』を書いたマイケル・ベネット らが中心となり、シアターコミュニティーから広く協賛者と募金を集めるかたちでいくつかの基金が設立されたのである。そしてこれらが徐々に統合され、1988年に成立したのが Broadway Cares/Equity Fights AIDS (BC/EFA) である。 
1990年代後半にエイズに対するHAART療法が確立され、これが医療保険の支払対象になると、BC/EFA は集めた募金をより幅広いエイズ関連機関にまわすことができるようになった。20年間でBC/EFAが調達した募金は10億ドル (約1200億円) にものぼり、運営費を除いた全額を国内400以上のエイズ関連機関に寄贈、その規模はアメリカ有数の慈善団体となるまでに成長している。

## 活動
BC/EFA のチャリティー活動は、ブロードウェイのシアターコミュニティーが全員参加で行うというのがその大きな特徴である。

### 募金活動
年二回、春と秋の二週間に、ブロードウェイは大規模な募金活動期間を迎える。各劇場ではカーテンコールの最後に主演俳優が観客に向かって BC/EFA の趣旨と目的を説明する口上を述べて募金を呼びかける。それまで「役上の人物」だった者が突然一人の「実在の個人」としてこうした呼びかけを行うことに、事情を知らない観客の多くは驚き、そして理解を示してくれる。その間に他のキャストは出口に先回りして観客の退出を待ち構え、ここで募金をつのったり、チャリティーグッズの販売を行ったりする。

### 特別イベント
ブロードウェーでは毎年、各劇場に出演している現役俳優たちが音楽監督や振付師などと共同して、隠れた才能や美貌を披露する一夜限りの特別イベントが年に数回催される。そうした中には Broadway Bares や Easter Bonnet Competition といった、今や映画やテレビで活躍する大スターとなった元ブロードウェイ俳優たちが大勢ゲスト出演する名物イベントもある。

### グランドオークション
年に一度の大イベントが Flea Market And Grand Auction である。文字通りフリーマーケットとオークションのイベントで、毎年九月の最終日曜日にシューベルト・アレーという小路で開催される。
売りに出されたり競売にかけられたりするのは、下は各プロダクション関係の小物から、実際に舞台上で使われたお宝小道具まで、上は有名俳優とのディナーデートから、公演中のミュージカルに一晩端役で出演という凄いものまで、ピンからキリまであり、裕福な支援者でも、演劇好きな学生でも、誰もが募金に参加できるよう配慮されている。
なかでも人気なのがサイン会と撮影会で、舞台はもとより、映画やテレビで活躍する俳優75〜80人が交代でこれを務める。いずれも各自が募金者の目の前で個人宛にサインしてくれたり、募金者と一緒にお立ち台の上で記念撮影におさまってくれるのが売り物で、しかもいずれも募金額が手頃に設定されているばかりか、第三者がお立ち台の上の俳優を好き勝手に撮影することもできるとあって、このコーナーは毎年黒山の人だかりとなる。

## レッドリボン

レッドリボン

今やすっかりお馴染みとなった「思いやりのレッドリボン」(Red Ribbon) だが、その普及にも BC/EFA は一役買っている。1991年のトニー賞で、授賞式に出席する一部の関係者にこのリボンを襟につけて会場に入ってくれないかと働きかけたところ、これが口から口へと伝わり、当日は出席者のほとんどが胸に赤いリボンをかざして会場入りした。その模様が全米に生中継されたことから、レッドリボンの存在は一躍アメリカ中に知れ渡るようになったのである。
こうした経緯から、BC/EFA のロゴはこのレッドリボンをあしらったデザインとなっている。

## 注
1. ↑  このように長い名称となったのは、最終的に合同したのが Broadway Cares (直訳：ブロードウェイは世話をみる) というチャリティー団体と Equity Fights AIDS (直訳：演劇組合はエイズと戦う) という基金だったため。改称しようという話も持ち上がったが、「初めて聞く人は必ず聞き返す名前」だったため、逆に覚えてくれるということでこの名称に落ち着いた。
2. ↑  2006年の Broadway Bares (直訳：ブロードウェイは脱ぐ) の模様。
3. ↑  2006年の Easter Bonnet Competition (直訳：イースター帽競技会) の模様。
4. ↑  Shubert Alley、Broadway と 9th Avenue に挟まれた 45th Street と 46th Street の間にある全長が50メートル程の小路。ここがグランド・オークションの日には数万人でごった返す。
5. ↑  2006年の目玉は、『レント』の初演当時使われていた「マークとロジャーのロフトの鉄板の扉」という、重さ1トンはあろうかという大型小道具だった。
6. ↑  2006年の目玉デートは、アッシャーだった。ところが落札額は予想額よりゼロ一つ少ないもので、関係者を落胆させた。アッシャーは20代前半にしてヒップホップ界のスーパースターとなった歌手だが、この年は『シカゴ』にビリー・フリン弁護士役で出演していた。通常白人の中年男性が演じる役をあえて黒人青年に振るというこの配役は、当初は奇をてらったものだという見方が大勢だったが、いざ幕が開いてみると、アッシャーのヒップホップをまったく感じさせない正攻法の歌唱力と、存在感では誰にも引けを取らない演技力は、批評家たちの絶賛の的となった。ところがそんな才能あふれるヒップホップの超大物も、懐に余裕がある年配のブロードウェイ支援者たちにとっては無名に近い存在で、これが裏目に出てしまったのである。
7. ↑  2006年の端役出演は、『レント』の第1幕の幕切れと第2幕のカーテンコールで、舞台上に勢揃いした全キャストとともに曲目を合唱するというものだった。
8. ↑  2006年のこの日一日の募金総額は$50万5832ドル (約6070万円) にも達した。
9. ↑  2006年の参加俳優リスト。こうした事前発表のリストに飛び入りの「サプライズゲスト」が加わるので、見逃せない企画になっている。
10. ↑  2005年のサイン会と撮影会が始まる前の模様。すでに長蛇の列ができている。